# Prebendar
Prebendar (lat. praebere - dati na upotrebu) je svećenik, posjednik crkvenog posjeda koji mu je dan na uživanje.

## Vanjske poveznice
- Zbor prebendara Prvostolne crkve Zagrebačke nadbiskupije (pristupljeno 14. svibnja 2014.)